# Standseilbahn Cossonay
| Bergstation in Cossonay (April 2010) |                     |                                      |                                      |
| Fahrplanfeld: | 2003 (früher: 1003) |                                      |                                      |
| Streckenlänge: | 1,228 km            |                                      |                                      |
| Spurweite: | 1000 mm (Meterspur) |                                      |                                      |
| Maximale Neigung: | 130 ‰               |                                      |                                      |
| Streckengeschwindigkeit: | 4,5 m/s = 16,2 km/h |                                      |                                      |
| |                     |                                      |                                      |
| \| \| \| Cossonay-Penthalaz SBB Lausanne–Biel \| \| \| \| 0,000 \| Cossonay-Penthalaz (funi) \| 430 m ü. M. \| \| \| \| (vormals Cossonay-Gare) \| \| \| \| \| Koordinaten: 46° 36′ 32,3″ N, 6° 30′ 59,2″ O; CH1903: 529351 / 162384 Ausweichstelle \| 488 m ü. M. \| \| \| \| \| \| \| \| 1,228 \| Cossonay-Ville \| 563 m ü. M. \| |                     |                                      |                                      |
| Bahnhof quer |                     | Cossonay-Penthalaz SBB Lausanne–Biel | Cossonay-Penthalaz SBB Lausanne–Biel |
| Kopfbahnhof Streckenanfang | 0,000               | Cossonay-Penthalaz (funi)            | 430 m ü. M.                          |
| Strecke |                     | (vormals Cossonay-Gare)              | (vormals Cossonay-Gare)              |
| |                     | Ausweichstelle                       | 488 m ü. M.                          |
| Strecke |                     |                                      |                                      |
| Kopfbahnhof Streckenende | 1,228               | Cossonay-Ville                       | 563 m ü. M.                          |

Die Standseilbahn Cossonay (französisch Funiculaire de Cossonay) ist eine Standseilbahn im Kanton Waadt in der Schweiz. Sie verbindet seit 1897 den Bahnhof Cossonay-Penthalaz an der Bahnstrecke Lausanne–Biel/Bienne mit dem Städtchen Cossonay. Bei einer Länge von 1228 Metern überwindet sie eine Höhendifferenz von 133 Metern. Der Betrieb erfolgt durch die Verkehrsgesellschaft Transports de la région Morges–Bière–Cossonay.

## Beschreibung
Das Städtchen Cossonay liegt im Gros de Vaud, unmittelbar am Rande eines ausgedehnten Hochplateaus. Dieses fällt gegen Osten hin steil zum tief eingeschnittenen Flusstal der Venoge ab. Dort steht in einem Industriegebiet auf dem Territorium der Nachbargemeinde Penthalaz der Bahnhof Cossonay-Penthalaz an der Jurasüdfusslinie der Schweizerischen Bundesbahnen, mit Anschlüssen nach Lausanne, Yverdon-les-Bains und Vallorbe.
Die maximale Neigung der Bahn beträgt 130 Promille, in der Mitte der eingleisigen, geradlinig verlaufenden Strecke befindet sich eine Ausweiche. Die Bergstation liegt etwas südöstlich des Stadtzentrums von Cossonay, neben dem Hôtel du Funi an der Avenue du Funiculaire. Die Talstation steht etwa 50 Meter westlich des Bahnhofs, auf der gegenüberliegenden Strassenseite der Route de Gollion.
Die in den Verkehrsverbund Mobilis integrierte Standseilbahn verkehrt täglich zwischen 5:00 Uhr und 0:40 Uhr. In der Regel besteht ein Zehn-Minuten-Takt, während in der Hauptverkehrszeit alle acht Minuten gefahren wird. Die Fahrtzeit beträgt sechs Minuten. Im Jahr 2016 wurden 286'798 Fahrgäste gezählt.
Die Standseilbahn hat folgende technische Daten:
- Länge: 1228 m
- Höhenunterschied: 133 m
- Spurweite: 1000 mm
- maximale Neigung: 130 ‰
- Weiche: Abtsche Weiche
- Fahrzeuge: zwei Kabinen zu je 47 Personen
- Antrieb: Asynchronmotor in der Bergstation (110 kW)
- Durchmesser des Zugseils: 19 Millimeter
- Geschwindigkeit: 4,5 m/s (16,2 km/h)
- Fahrtzeit: sechs Minuten

Wegen der vergleichsweise geringen Neigung der Strecke gibt es zusätzlich zum Zugseil ein Unterseil, das die beiden Wagen über Umlenkrollen in der Talstation talseitig verbindet. 

## Geschichte
Am 7. Mai 1855 eröffnete die Compagnie de l’Ouest Suisse (OS) den ersten Teil der Jurasüdfusslinie zwischen Bussigny und Yverdon-les-Bains, wozu auch der Bahnhof Cossonay-Penthalaz gehörte. Dieser lag jedoch unten im Tal der Venoge auf dem Gemeindegebiet von Penthalaz und erschloss den damaligen Bezirkshauptort Cossonay nur unzureichend. Die Chemin de fer de Jougne à Eclépens (JE) eröffnete am 1. Juli 1870 die nördlich von Cossonay-Penthalaz abzweigende Strecke nach Vallorbe, was aber an der schlechten Erschliessung nichts änderte.

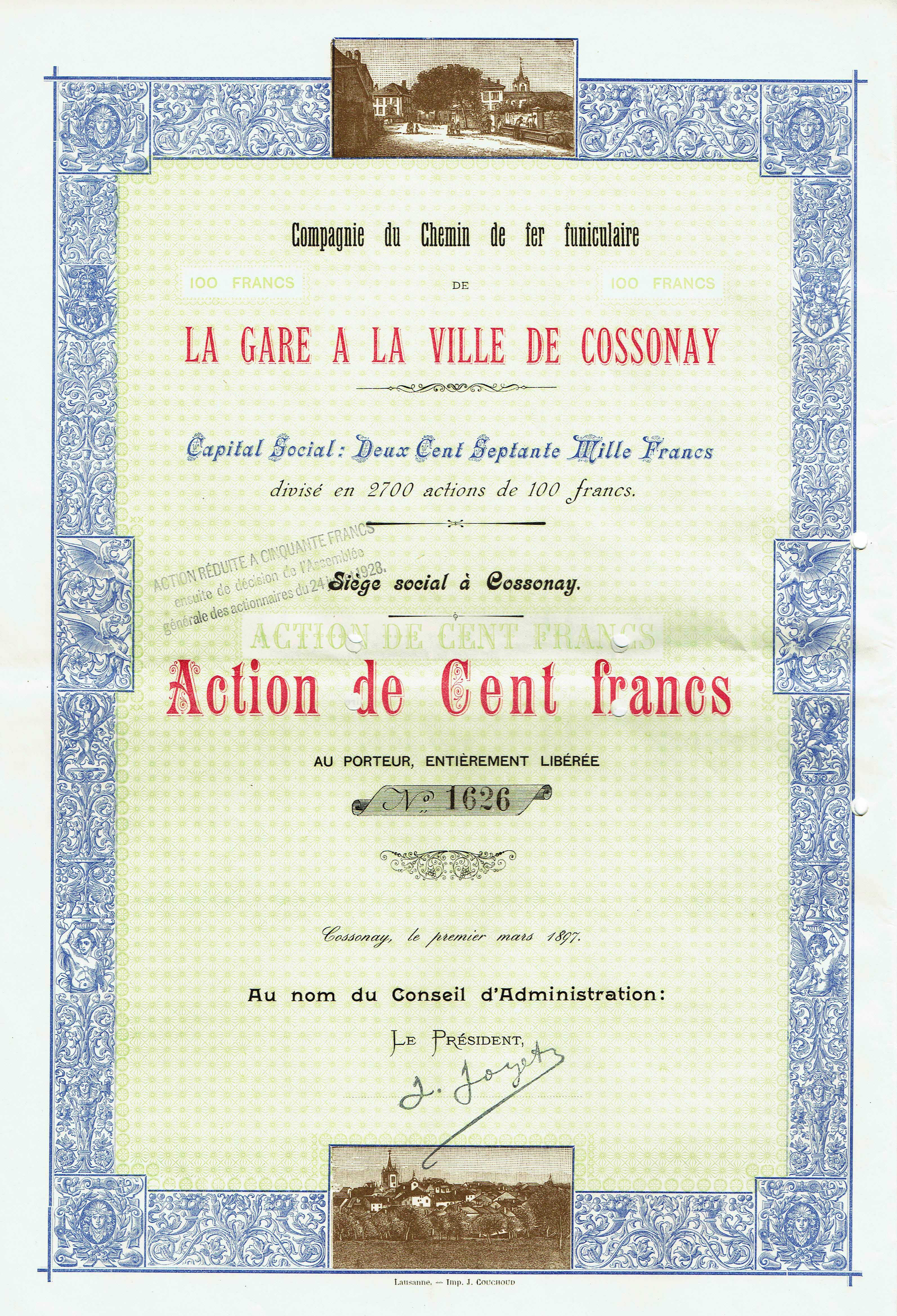
Aktie über 100 Franken der Compagnie du Chemin de fer funiculaire de la Gare à la Ville de Cossonay vom 1. März 1897

1891 bildeten fünf Einwohner von Cossonay ein Initiativkomitee, das den Bau und den Betrieb einer Standseilbahn zwischen dem Bahnhof und dem Städtchen anstrebte. Die Bundesversammlung erteilte am 26. Juni desselben Jahres eine Konzession für die Dauer von 80 Jahren. Am 30. April 1892 wurde die Aktiengesellschaft Compagnie du chemin de fer funiculaire de la gare à la ville de Cossonay (CG) gegründet. Die Bauarbeiten kamen nach kurzer Zeit zum Erliegen, als die Strecke auf einer Länge von rund 50 Metern einbrach. Es war versäumt worden, im Rebgebiet unterhalb der Bergstation Verbauungen vorzunehmen. Die Instandsetzungskosten von 200'000 Franken überstiegen die finanziellen Möglichkeiten der CG.
Bei der Jura-Simplon-Bahn (JS), der Nachfolgerin von OS und JE, ersuchte die CG um finanzielle Unterstützung. Eine entsprechende Vereinbarung kam am 28. Januar 1897 zustande. Die JS gewährte ein Darlehen in der Höhe von 150'000 Franken und sicherte die Übernahme des Betriebs zu, während die Verwaltungsräte der CG 50'000 Franken beisteuerten. Am 28. August 1897 erfolgte die Eröffnung der Standseilbahn, die in Form einer Wasserballastbahn errichtet worden war. Mit der Verstaatlichung der JS ging die Betriebsführung 1903 an die Schweizerischen Bundesbahnen über. Ab 1930 war die Société des Auto-Transports du Pied du Jura Vaudois zuständig, ab 1966 die Lausanne–Echallens–Bercher-Bahn.
Die finanzielle Lage der CG war stets angespannt. So konnte 1928 der Ersatz der beiden Bahnwagen nur über ein Hypothekardarlehen des Kantons Waadt finanziert werden. Gleichzeitig wurde das Gesellschaftskapital halbiert. Danach verbesserte sich die Lage ein wenig, insbesondere als während des Zweiten Weltkriegs der private Motorfahrzeugverkehr stark eingeschränkt war. Aufgrund der einsetzenden Massenmotorisierung begannen die Einnahmen nach 1950 zu sinken, während gleichzeitig der Personalaufwand stieg. Als 1966 auch noch die Paketbeförderung wegfiel, war der Fortbestand der Standseilbahn akut gefährdet. Es stand der Ersatz durch eine Postautolinie zur Debatte. Stattdessen wurde die Bahn im Jahr 1969 auf automatischen Betrieb umgestellt, was eine deutliche Kostensenkung ermöglichte. Gleichzeitig nahmen Kantons- und Gemeindebehörden eine finanzielle Sanierung der CG vor. Diese übernahm 1972 selbst die Betriebsführung.
1982 ersetzte Von Roll den nicht mehr zeitgemässen Wasserballastantrieb durch einen leistungsfähigeren elektrischen Antrieb, während Gangloff neue Wagen anfertigte. Seit 2007 ist die Standseilbahn Teil des Verkehrsverbundes Mobilis. 2010 löste sich das Unternehmen CG auf; seither ist die Standseilbahn ein Betriebszweig der Verkehrsgesellschaft Transports de la région Morges–Bière–Cossonay (MBC). Zwischen April 2012 und Juni 2014 wurde die Standseilbahn vorübergehend durch einen Busbetrieb ersetzt, um eine umfassende Sanierung und Modernisierung vorzunehmen. Dazu gehörten der Neubau des Trassees, neue elektrische Anlagen und neue Wagen von Garaventa. Seit Ende 2014 wird die Standseilbahn von der Betriebsleitzentrale der zur MBC-Gruppe gehörenden Bière–Apples–Morges-Bahn von Bière aus ferngesteuert.
Seit dem 3. August 2020 wurden beide Stationen umgebaut, um den Betrieb grösserer Wagen (70 statt 45 Plätze) zu ermöglichen, die im 5-Minuten-Takt verkehren. Die neuen Wagen wurden von CWA in Olten gebaut. Während der einjährigen Bauzeit verkehrten Bahnersatz-Busse im Viertelstundentakt.